# Jim Fielder
Jim Fielder es un guitarrista y bajista de rock, nacido en Denton, Texas, el 4 de octubre de 1947.
Trasladado a Anaheim, California, se formó musicalmente en esta ciudad, donde tuvo como compañeros a Tim Buckley y Larry Beckett. Tocó con The Mothers of Invention de Frank Zappa, entre octubre de 1966 y febrero de 1967. Después estuvo con Buffalo Springfield, con quienes grabó un álbum, aunque ese mismo año (1967), dejó la banda para integrarse en el nuevo proyecto jazz rock de Al Kooper, Blood, Sweat & Tears, con quienes estaría hasta 1972.
En el periodo de estancia con BS&T, Fielder continuó grabando con otros artistas, como su amigo Tim Buckley (Goodbye & Hello, 1967) o George Benson (Tell it like it is, 1969). Después, especialmente a partir de los años 1990, se dedica a su trabajo como músico de estudio, formando parte de la banda de apoyo a Neil Sedaka, en sus giras.